# Conselho de Pesquisa Médica (Reino Unido)
O Medical Research Council (MRC) (em português: Conselho de Pesquisa Médica) é responsável por coordenar e financiar a pesquisa médica no Reino Unido. Faz parte da United Kingdom Research and Innovation (UKRI), que entrou em operação em 1 de abril de 2018 e reúne os sete conselhos de pesquisa do Reino Unido, Innovate UK e Research England. A United Kingdom Research and Innovation é responsável, embora politicamente independente, do Departamento de Negócios, Energia e Estratégia Industrial.
O MRC se concentra na pesquisa de alto impacto e forneceu o apoio financeiro e a experiência científica por trás de várias descobertas médicas, incluindo o desenvolvimento da penicilina e a descoberta da estrutura do DNA. A pesquisa financiada pelo MRC produziu 32 vencedores do Prêmio Nobel até o momento.

## História
O MRC foi fundado como Medical Research Committee and Advisory Council (Comitê de Pesquisa Médica e Conselho Consultivo) em 1913, com seu papel primordial na distribuição de fundos de pesquisa médica nos termos da Lei Nacional de Seguros de 1911. Isso foi consequência da recomendação da Comissão Real de Tuberculose, que recomendou a criação de um órgão permanente de pesquisa médica. O mandato não se limitou à tuberculose, no entanto.
Em 1920, tornou-se o Conselho de Pesquisa Médica sob a Carta Régia. Uma carta suplementar foi formalmente aprovada pela Rainha em 17 de julho de 2003. Em março de 1933, o MRC estabeleceu o primeiro periódico médico científico, denominado British Journal of Clinical Research and Educational Advanced Medicine, destinado a promover o progresso da ciência, relatando novas pesquisas. Ele contém artigos que foram revisados por pares, na tentativa de garantir que os artigos atendam aos padrões de qualidade e validade científica da revista, permitindo que os pesquisadores se atualizem com os desenvolvimentos de seu campo e direcionem suas próprias pesquisas.
Em agosto de 2012, foi anunciada a criação do MRC-NIHR Phenome Center, um centro de pesquisa em medicina personalizada. O Centro Nacional de Fenômenos MRC-NIHR é baseado no Imperial College London e é uma combinação de equipamentos herdados das instalações antidopagem usadas para testar amostras durante os Jogos Olímpicos e Paraolímpicos de 2012. e itens adicionais dos parceiros de tecnologia do Centro Bruker e Waters Corporation. O Centro, liderado pelo Imperial College London e pelo King's College de Londres, é financiado com duas bolsas de cinco anos de cinco milhões de libras do Conselho de Pesquisa Médica e do Instituto Nacional de Pesquisa em Saúde e foi inaugurado oficialmente em junho de 2013.

### Pesquisa notável
Um trabalho importante realizado sob os auspícios do MRC incluiu:
- a identificação da causa alimentar do raquitismo por Edward Mellanby.[5] Mellanby também realizou experimentos em humanos com relação às deficiências de vitamina A e C em voluntários do Sorby Research Institute;
- a descoberta, em 1918, de que a gripe é causada por um vírus;[6]
- a descrição da neurotransmissão e o primeiro neurotransmissor, acetilcolina, de Henry Hallett Dale e Otto Loewi, levando a um Prêmio Nobel de Fisiologia ou Medicina em 1936;
- o desenvolvimento da penicilina por Alexander Fleming, Ernst Boris Chain e Florey, garantindo-lhes o Prêmio Nobel de 1945;[7]
- ligação do câncer de pulmão ao tabaco por Richard Doll e Austin Bradford Hill no British Doctors Study, publicado em 1956;[8]
- a descoberta da estrutura do DNA por James D. Watson, Francis Crick, Rosalind Franklin e Maurice Wilkins.[9] Três receberiam o Prêmio Nobel de Fisiologia e Medicina de 1962 por sua descoberta;
- o desenvolvimento da ressonância magnética em 1973 por Peter Mansfield e de forma independente por Paul Lauterbur. Isso levaria ao Prêmio Nobel de 2003;[10]
- o desenvolvimento de anticorpos monoclonais[11] por César Milstein e Georges Köhler em 1975 (Prêmio Nobel de 1984);
- a identificação, em 1983, do ácido fólico como medida preventiva de espinha bífida e defeitos do tubo neural;[12]
- a realização de grandes estudos nas décadas de 1970 e 1980, que demonstraram que a aspirina pode diminuir o risco de doença cardiovascular;
- a publicação do genoma de C. elegans, o primeiro organismo multicelular a receber esse tratamento, em 1998;
- o Estudo de Proteção Cardíaca em andamento,[13] mostrando os benefícios da prevenção primária com sinvastatina em pacientes com alto risco de doença cardiovascular;
- Venki Ramakrishnan, do MRC Laboratory of Molecular Biology, que ganhou o Prêmio Nobel de Química em 2009[14] por mostrar como os ribossomos, as minúsculas fábricas de produção de proteínas no interior das células, funcionam no nível atômico;
- a descoberta de que o tratamento precoce de bebês infectados pelo HIV com terapia anti-retroviral pode aumentar drasticamente suas chances de sobrevivência;
- o desenvolvimento de um teste para detectar príons infecciosos em instrumentos cirúrgicos mais preciso que os testes anteriores e 100 vezes mais rápido;
- a identificação da segunda variante genética já associada à obesidade;[15] e
- a descoberta de que a cirurgia de alta qualidade combinada com um curso curto de radioterapia pode reduzir pela metade a taxa de recorrência do câncer colorretal.[16]

Os cientistas associados ao MRC receberam um total de 32 prêmios Nobel, todos em fisiologia ou medicina ou química.

## Organização e liderança
O MRC é um dos sete Conselhos de Pesquisa que fazem parte da United Kingdom Research and Innovation, por sua vez parte do Departamento de Negócios, Energia e Estratégia Industrial. No passado, o MRC era responsável perante o Escritório de Ciência e Inovação, parte do Departamento de Comércio e Indústria.
O MRC é aconselhado por um conselho que dirige e supervisiona a política corporativa e a estratégia científica, garante que o MRC seja efetivamente gerenciado e toma decisões de políticas e gastos. Os membros do conselho são selecionados da indústria, academia, governo e NHS. Os membros são nomeados pelo Secretário de Estado para Negócios, Energia e Estratégia Industrial. A gestão diária está nas mãos do Presidente Executivo. Os membros do conselho também presidem conselhos de especialistas em áreas específicas de pesquisa. Para assuntos específicos, o conselho convoca comitês.

### CEOs
Como Diretores Executivos (originalmente secretários) serviram:
- 1914–33: Sir Walter Morley Fletcher
- 1933–49: Sir Edward Mellanby
- 1949–68: Sir Harold Himsworth
- 1968–77: irJohn Gray
- 1977–87: Sir James L. Gowans
- 1987–96: Sir Dai Rees
- 1996–2003: Sir George Radda
- 2003-2007: Sir Colin Blakemore
- 2007–2010: Sir Leszek Borysiewicz
- 2010–2018: Sir John Savill
- 2018–presente: Fiona Watt[21]

Os CEOs do MRC normalmente são automaticamente condecorados.

### Chairmen
- 1913-1916: Lord Moulton
- 1916-1920: Waldorf Astor
- 1920–1924: George Goschen
- 1924: Edward F. L. Wood
- 1924-1929: Arthur Balfour
- 1929-1934: Edgar Vincent
- 1934-1936: Victor Hope
- 1936-1948: George Bruce
- 1948–1951: Christopher Addison
- 1952-1960: Edmund Pery
- 1960-1961: Visconde Amory
- 1961-1965: Lord Shawcross
- 1965-1969: Visconde Amory
- 1969-1978: Hugh Percy
- 1978-1982: Malcolm Shepherd
- 1982-1990: George Jellicoe
- 1990–1998: David Plastow
- 1998-2006: Anthony Cleaver
- 2006–2012: John Chisholm
- 2012–presente: Donald Brydon